# جنگ داخلی در ایالات متحده

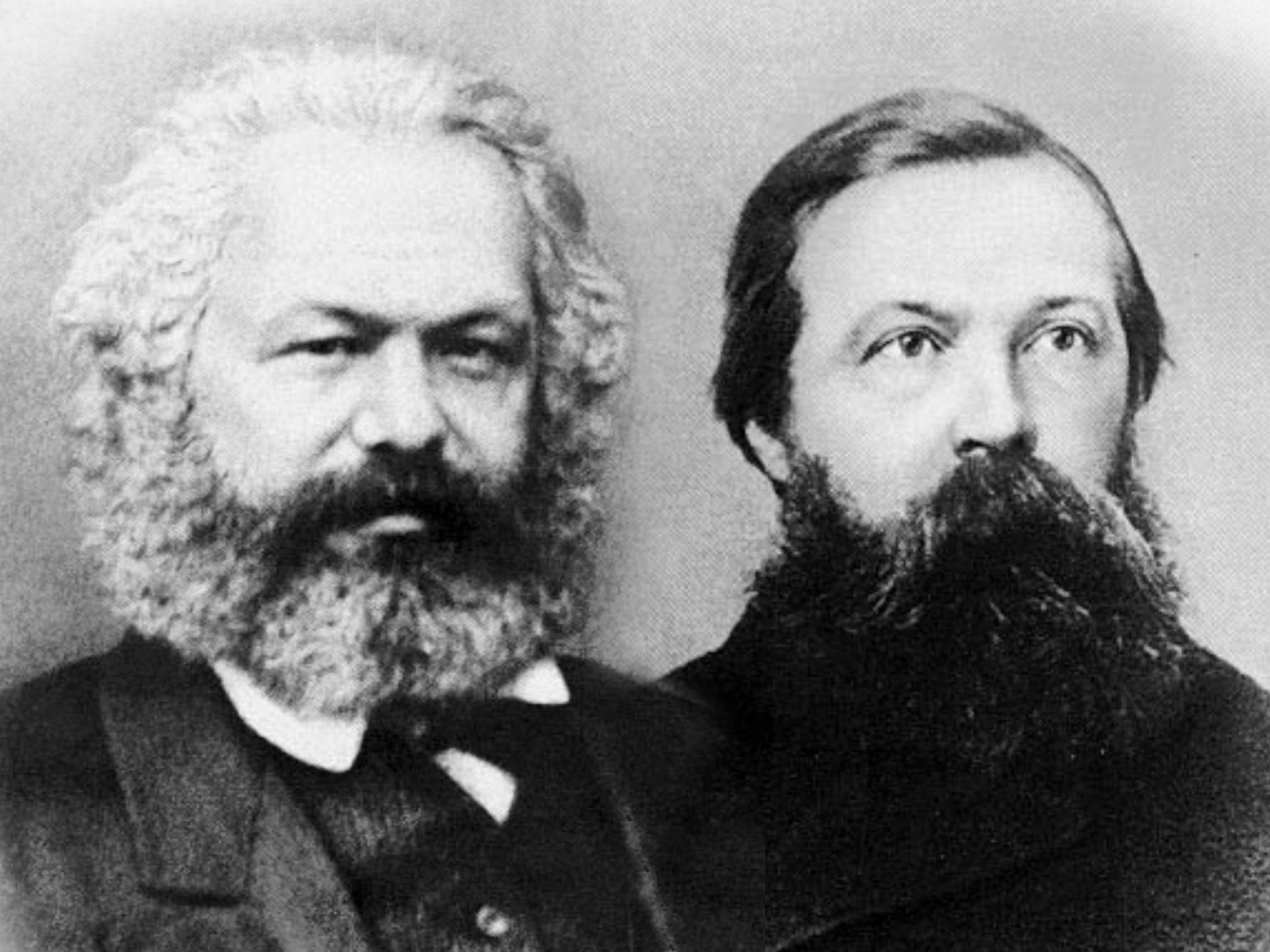
پرتره های مارکس و انگلس

جنگ داخلی در ایالات متحده (انگلیسی: The Civil War in the United States) مجموعه مقالاتی است که کارل مارکس و فردریش انگلس دربارهٔ جنگ داخلی آمریکا بین سال‌های ۱۸۶۱ و ۱۸۶۲ میلادی برای نشریه نیویورک تریبون و دی پرسه وین، و همچنین نامه‌هایی است که مارکس و انگلس در این زمینه در سال‌های ۱۸۶۰ و ۱۸۶۶ به یکدیگر نوشته‌اند. این مجموعه در سال ۱۹۳۷ توسط ریچارد انمال ویرایش و منتشر شد.

## محتوای کتاب
بخش عمده‌ای از مقالات و محتوای کتاب مباحث تاریخی و شرح وقایع جنگ است. نکته مهم در این میان نوع نویسندگان به ماهیت جنگ داخلی آمریکا است. مارکس و انگلس در این مجموعه مقالات توضیح می‌دهند که ماهیت جنگ شمال و جنوب در ایالات متحده آمریکا در واقع مبارزه دو نوع سیستم اجتماعی بوده است؛ مبارزه‌ای میان نظام کارمزدی سرمایه‌داری که در ایالت‌های شمالی تحکیم یافته بود و نظام برده داری که در ایالت‌های جنوبی وجود داشت. نویسندگان معتقدند که نظام برده داری جنوب مانع توسعه سرمایه‌داری در سراسر کشور بوده و ریشه این جنگ در همین مسئله نهفته است.